# 美国印第安运动

美国印第安运动旗幟

美国印第安运动（American Indian Movement，缩写AIM）是1968年由Dennis Banks, George Mitchell, Herb Powless, Clyde Bellecourt, Eddeh Benton Banai等约200人创立的一个印第安人组织。该组织主张维护美洲土著的权益、促进文化复兴、监督警方的行动、以及平等劳动权。